# أدولف-ادمون بلان
أدولف-ادمون بلان هو محامي وسياسي فرنسي، ولد في 4 أكتوبر 1799 في باريس في فرنسا، وتوفي بنفس المكان في 4 أبريل 1850.

## مناصب
- انتخب مستشار الدولة [الإنجليزية]‏.
- انتخب Avocat aux conseils  [لغات أخرى]‏.
- انتخب general secretary of the French ministry of Interior ‏.
- انتخب كاتب عام Ministry of Commerce  [لغات أخرى]‏.
- انتخب  (2 يوليو 1832 – 24 فبراير 1848).